# ボリス・グロモフ

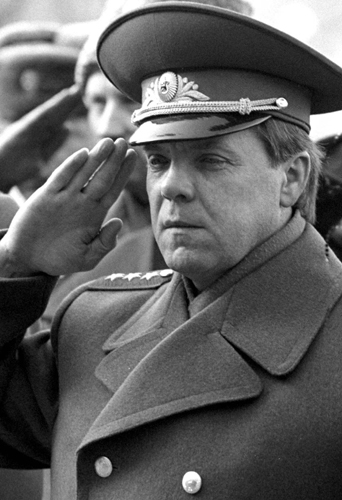
軍人時代のボリス・グロモフ

ボリス・フセヴォロドヴィチ・グロモフ（ロシア語:Бори́с Все́володович Гро́мов；ラテン文字転写の例:Boris Vsevolodovich Gromov、1943年11月7日 - ）は、ソビエト連邦、ロシアの軍人、政治家。最終階級は大将。ソ連邦英雄。

## 経歴
グロモフは1943年、ロシアのサラトフで生まれた。彼はサラトフ・スヴォーロフ学校（幼年学校）、キーロフ名称レニングラード高等軍事諸兵科共通指揮学校（1965年、士官学校）、その後モスクワのM.V.フルンゼ名称軍事アカデミー（1972年、陸軍大学）、及びヴォロシーロフ名称ソ連軍参謀本部アカデミー（1984年）を卒業した。
士官学校卒業後、沿バルト軍管区で小隊長、中隊長として勤務。1972年、フルンゼ軍事アカデミー卒業後、北カフカーズ軍管区とトルキスタン軍管区で勤務。
ソ連のアフガニスタン戦争においては、グロモフは3回の勤務経験があり（1980年1月-1982年7月、1985年-1986年、1987年-1989年）、そしてアフガニスタン駐留ソ連第40軍の最後の司令官としての2年間が最もよく知られている。グロモフはアフガニスタンに残る最後のソビエト兵として、1989年2月15日アムダリヤ川に架かる「友好の橋」を徒歩で渡り、この日をもってソ連軍のアフガニスタンからの撤退を完了させた。彼は東アフガニスタンのホースト市の包囲を救援する大規模作戦の後、最高の軍事賞であるソ連邦英雄金星勲章を受章している。
アフガニスタン戦争後、ソ連人民代議員。1989年～1990年、キエフ軍管区司令官。1990年～1991年、内務第一次官。1991年～1992年、地上軍第一副総司令官。
1991年のロシア大統領選挙において、彼は共産党により副大統領候補に選ばれた（大統領候補は、元首相ニコライ・ルイシコフ）。1992年、彼はロシア連邦の国防第一次官を務めた。1993年10月、最高会議派との対立の際、武力解決に反対し、国防省の会議への出席を拒否した。また、1994年のチェチェン紛争においても反対の立場をとった。
1994年、グロモフはロシア軍を退役したが、1995年、軍事専門官として外務省に出向させられ、間もなく外務次官に任命された。1995年、彼はロシア連邦議会国家会議（下院）議員に当選し、兵器・国際安全保障小委員会委員長となった。1996年から「ロシアの地域」会派に属する。
2000年1月、彼はモスクワ州知事に当選し、2003年12月に再選した。

## 人物
1995年5月からインターナショナリスト（アフガン帰還兵を意味する）・ベテラン組織連盟調整会議議長。1997年12月から全ロシア局地戦・軍事紛争ベテラン社会運動「戦友」総裁、「ロシア市民の名誉と尊厳のための」運動共同議長。
ソ連邦英雄。3等「ソ連軍における祖国への奉仕に対する」勲章、赤星勲章、赤旗勲章2個を受章。
妻帯、1女を有する。